# Rob Elder
Rob Elder, född 25 april 1981, är en fijiansk bågskytt. Han deltog vid olympiska sommarspelen 2004, olympiska sommarspelen 2012 och olympiska sommarspelen 2016.